# Jonathan Scherzer
Jonathan Scherzer (Spittal an der Drau, 22 luglio 1995) è un calciatore austriaco, difensore del Ried.

## Caratteristiche tecniche
È un terzino sinistro.

## Carriera
Cresciuto nel settore giovanile dello Augusta, ha disputato 74 incontro con la seconda squadra del club biancorosso andando a segno 8 volte. Il 30 gennaio 2018 è stato ceduto a titolo definitivo all'Admira Wacker M..

## Statistiche
Statistiche aggiornate al 31 agosto 2022.

### Presenze e reti nei club
| Stagione             | Squadra              | Campionato           | Campionato | Campionato | Coppe nazionali | Coppe nazionali | Coppe nazionali | Coppe continentali | Coppe continentali | Coppe continentali | Altre coppe | Altre coppe | Altre coppe | Totale | Totale | Totale |
| Stagione             | Squadra              | Comp                 | Pres       | Reti       | Comp            | Pres            | Reti            | Comp               | Pres               | Reti               | Comp        | Pres        | Reti        | Pres   | Reti   |        |
| -------------------- | -------------------- | -------------------- | ---------- | ---------- | --------------- | --------------- | --------------- | ------------------ | ------------------ | ------------------ | ----------- | ----------- | ----------- | ------ | ------ | ------ |
| gen.giu. 2018        | Admira Wacker M.     | BL                   | 9          | 0          | CA              | 0               | 0               |                    | -                  | -                  |             | -           | -           | 9      | 0      |        |
| 2018-2019            | Admira Wacker M.     | BL                   | 11         | 0          | CA              | 0               | 0               | UEL                | 0                  | 0                  |             | -           | -           | 11     | 0      |        |
| 2019-2020            | Admira Wacker M.     | BL                   | 8          | 0          | CA              | 0               | 0               |                    | -                  | -                  |             | -           | -           | 8      | 0      |        |
| Totale Admira Wacker | Totale Admira Wacker | Totale Admira Wacker | 28         | 0          |                 | 0               | 0               |                    | -                  | -                  |             | -           | -           | 28     | 0      |        |
| 2020-2021            | Wolfsberger          | BL                   | 25         | 1          | CA              | 5               | 0               | UEL                | 7                  | 0                  |             | -           | -           | 37     | 1      |        |
| 2021-2022            | Wolfsberger          | BL                   | 12         | 0          | CA              | 4               | 1               |                    | -                  | -                  |             | -           | -           | 16     | 1      |        |
| 2022-2023            | Wolfsberger          | BL                   | 2          | 0          | CA              | 0               | 0               | UECL               | 1                  | 0                  |             | -           | -           | 3      | 0      |        |
| Totale Wolfsberger   | Totale Wolfsberger   | Totale Wolfsberger   | 39         | 1          |                 | 9               | 1               |                    | 8                  | 0                  |             | -           | -           | 56     | 2      |        |
| Totale carriera      | Totale carriera      | Totale carriera      | 67         | 1          |                 | 9               | 1               |                    | 8                  | 0                  |             | -           | -           | 84     | 2      |        |

## Palmarès

### Club

#### Competizioni nazionali
- Coppa d'Austria: 1

Wolfsberger: 2024-2025